# Insulele Kasaoka
Insulele Kasaoka (笠岡諸島 Kasaoka Shotō?) sunt un grup de insule din Marea Interioară a Japoniei. Administrativ, toate insulele fac parte din municipiul Kasaoka în prefectura Okayama. Populația insulelor este de 2166 personane (2010), majoritatea locuind pe insulele Kitagi (1027 persoane) și Shiraishi (581 persoane).
Arhipelagul cuprinde următoarele insule populate:
- Takashima (高島?)
- Shiraishi (白石島?)
- Kitagi (北木島?)
- Ōbi (大飛島?)
- Kobi (小飛島?)
- Manabe (真鍋島?)
- Mushima (六島?)